# Pobrđani (Csázma)
Pobrđani (1981-ig Pobrđani Pobjenički) falu Horvátországban Belovár-Bilogora megyében. Közigazgatásilag Csázmához tartozik.

## Fekvése
Belovártól légvonalban 28, közúton 38 km-re délnyugatra, községközpontjától légvonalban 6, közúton 7 km-re délre, Vrtlinska és Pobjenik között, a Monoszlói-hegység területén fekszik.

## Története
Eredetileg a szomszédos Pobjenik településrésze volt. 1774-ben az első katonai felmérés térképén „Podberchani” néven szerepel. A Horvát határőrvidék részeként a Kőrösi ezredhez tartozott. Lipszky János 1808-ban Budán kiadott repertóriumában „Podbergye” néven szerepel.
A katonai közigazgatás megszüntetése után Magyar Királyságon belül Horvátország része, Belovár-Kőrös vármegye Csázmai járásának része lett. A településnek 1890-ben 36, 1910-ben 53 lakosa volt. 1918-ban az új szerb-horvát-szlovén állam, majd később Jugoszlávia része lett. 1941 és 1945 között a németbarát Független Horvát Államhoz, majd a háború után a szocialista Jugoszláviához tartozott. 1948-tól számít önálló településnek. 1991-től a független Horvátország része. 1991-ben csaknem teljes lakossága (96%) horvát volt. A délszláv háború idején mindvégig horvát kézen maradt. 2011-ben 29 lakosa volt, akik főként mezőgazdaságból éltek.

## Lakossága
| Lakosság változása | Lakosság változása | Lakosság változása | Lakosság változása | Lakosság változása | Lakosság változása | Lakosság változása | Lakosság változása | Lakosság változása | Lakosság változása | Lakosság változása | Lakosság változása | Lakosság változása | Lakosság változása | Lakosság változása | Lakosság változása |
| ------------------ | ------------------ | ------------------ | ------------------ | ------------------ | ------------------ | ------------------ | ------------------ | ------------------ | ------------------ | ------------------ | ------------------ | ------------------ | ------------------ | ------------------ | ------------------ |
| 1857               | 1869               | 1880               | 1890               | 1900               | 1910               | 1921               | 1931               | 1948               | 1953               | 1961               | 1971               | 1981               | 1991               | 2001               | 2011               |
| 0                  | 0                  | 0                  | 36                 | 45                 | 53                 | 58                 | 66                 | 77                 | 144                | 71                 | 47                 | 41                 | 23                 | 29                 | 29                 |

(1890-től Pobjenik településrészeként, 1948-tól önálló településként.)